# コワレフスカヤのコマ
コワレフスカヤのコマ（-のこま、英: Kovalevskaya Top）とは、重力下を運動する剛体（独楽）の一種。オイラーのコマやラグランジュのコマに並んで、オイラー方程式が可積分となる例として知られる。19世紀後半、ロシアの数学者ソフィア・コワレフスカヤによって、発見された。コワレフスカヤは慣性モーメント間に特別な関係が成り立つ場合に、運動を決定するのに必要な第一積分（保存量）の存在を発見するとともに、楕円関数の拡張である種数2の超楕円関数による解の表示を導いた。

## 概要
重力下における固定点を持つ剛体の運動、すなわち独楽の運動は、オイラーの運動方程式によって記述される。角速度(ω1,ω2,ω3)並びに方向余弦(γ1 ,γ2,γ3)を変数とすると、この運動は以下の連立微分方程式で記述される。
{\displaystyle A{\frac {d\omega _{1}}{dt}}=(B-C)\omega _{2}\omega _{3}-Mg(\zeta _{0}\gamma _{2}-\eta _{0}\gamma _{3})}
{\displaystyle B{\frac {d\omega _{2}}{dt}}=(C-A)\omega _{3}\omega _{1}-Mg(\xi _{0}\gamma _{3}-\zeta _{0}\gamma _{1})}
{\displaystyle C{\frac {d\omega _{3}}{dt}}=(A-B)\omega _{1}\omega _{2}-Mg(\eta _{0}\gamma _{1}-\xi _{0}\gamma _{2})}
ここで、定数A 、B、Cは主慣性モーメントであり、定数(ξ0 ,η0,ζ0)は剛体の重心座標である。
19世紀後半、オイラー方程式が可積分となる例は、外力のない自由回転運動である
(オイラーのコマ)
{\displaystyle \xi _{0}=\eta _{0}=\zeta _{0}=0}
と軸対称の場合である
（ラグランジュのコマ）
{\displaystyle A=B,\xi _{0}=\eta _{0}=0}
が知られていた。コワレフスカヤは、非対称ではあるが可積分系となる例として、2つの主慣性モーメントが等しく、残り1つがそれらの1/2倍に等しい場合、
(コワレフスカヤのコマ)
{\displaystyle A=B=2C,\eta _{0}=\zeta _{0}=0}
を新たに発見した。

## 保存量
固定点周りの剛体の運動は、オイラー角で指定されることに表されるように、3つの自由度を持つ。従って、系に3個の保存量が存在すれば、運動が完全に決定され、可積分系となる。
まず系には、全エネルギー
{\displaystyle {\frac {1}{2}}(A\omega _{1}^{\,2}+B\omega _{2}^{\,2}+C\omega _{3}^{\,2})+mg(\gamma _{1}\xi _{0}+\gamma _{2}\eta _{0}+\gamma _{3}\zeta _{0})=\mathrm {const.} }
が常に保存量として存在する。ここで、第一項は運動エネルギー、第二項は重力ポテンシャルでの位置エネルギーである。
また、鉛直方向の角運動量
{\displaystyle L_{z}=A\omega _{1}\gamma _{1}+B\omega _{2}\gamma _{2}+C\omega _{3}\gamma _{3}=\mathrm {const.} }
も常に保存量となる。従って、これら以外に独立な保存量が１つ存在すれば、系は可積分である。
オイラーのコマの場合には、
{\displaystyle A^{2}\omega _{1}^{\,2}+B^{2}\omega _{2}^{\,2}+C^{2}\omega _{3}^{\,2}=\mathrm {const.} }
また、ラグランジュのコマの場合には、
{\displaystyle C\omega _{3}=\mathrm {const.} }
である。コワレフスカヤは、A =B =2C の場合に存在する保存量として、
{\displaystyle {\begin{aligned}\xi {\bar {\xi }}&=(\omega _{1}^{\,2}-\omega _{2}^{\,2}-c_{0}\gamma _{1})^{2}+(2\omega _{1}\omega _{1}-c_{0}\gamma _{1})^{2}\\&=\mathrm {const.} \end{aligned}}}
を見い出した。但し、
{\displaystyle \xi =(\omega _{1}+i\omega _{2})-c_{0}(\gamma _{1}+i\gamma _{2})\qquad (i={\sqrt {-1}})}
{\displaystyle c_{0}={\frac {mg\xi _{0}}{A}}}
である。この保存量はコワレフスカヤの積分と呼ばれる。

## 歴史
19世紀後半、ロシア生まれの数学者コワレフスカヤは偏微分方程式やアーベル積分に関する研究で活躍した。当時、女性が数学を学ぶことは非常に珍しく困難であったが、ベルリン大学のカール・ワイエルシュトラスに師事し、偏微分方程式の解の存在定理やアーベル積分に関する研究の業績で名声を得ていた。
1888年、フランス科学アカデミーが主催する数学コンクールボルダン賞は「1点を固定された剛体の回転運動」についてというテーマで開催された。固定点を一つ持つ剛体の重力下の運動が可積分となる例としては、当時、オイラーのコマとラグランジュのコマのみが知られていた。コワレフスカヤは、1884年頃から、剛体の運動に関心を持ち、研究を行っていた。コワレフスカヤはパラメータである慣性モーメントの間にいくつかの関係式が満たされる場合には、求積可能であることを見出した。この偉業に対し、賞の委員会は賞金額を2倍にした。この成果は、アクタ・マセマティカ誌に『固定点を中心とする剛体の回転運動について』という論文で1889年に報告された。
その後の研究については、1890年にアクタ・マセマティカ誌に『固定点周りの剛体の回転運動を定める微分方程式系の性質について』という論文として発表された。この成果にて、コワレフスカヤはスウェーデン科学アカデミーから賞を授与された。また、1890年にフランス学士院科学アカデミーの諸学者から提出された論文集（Memoirs presentes par divers savants）に『固定点を中心とする剛体の回転運動の問題の、時間についての超楕円関数によって求積される特別な場合について』
が巻頭論文として掲載された。